# Unitat Fotogràfica de l'Aviació Naval dels Estats Units
La Unitat Fotogràfica de l'Aviació Naval (anglès: Naval Aviation Photographic Unit) fou un grup de fotògrafs militars a la Marina dels Estats Units durant la Segona Guerra Mundial, sota el comandament d'Edward Steichen.

## Història
La Marina havia establert aquest grup especial el 1942, poc després que els Estats Units entressin a la guerra, per documentar i publicitar les seves activitats d'aviació, cosa que va permetre a Steichen de reclutar els fotògrafs de més talent que va trobar. Steichen i la seva unitat estaven inicialment sota les ordres del Capità Arthur W. Radford, i van ser integrats al Navy's Bureau of Aeronautics.
Donat que Steichen va voler un inusual grau de control sobre la unitat, fora de l'àmbit de la preexistent comunitat fotogràfica de la Marina, i com que Radford hi va estar d'acord, es decidí que la unitat operaria fora del Bureau of Aeronautics' Training Literature Division, que estava sota el comandament directe de Radford. Per aquest motiu el nom oficial de la unitat és Training Literature Field Unit No. 1. Tanmateix, informalment se l'anomenava Unitat Fotogràfica de l'Aviació Naval, i generalment s'usa aquest nom per referir-s'hi.
El propòsit principal que Radford donà a la unitat era de promoure el reclutament de pilots per la Marina. Radford creia que hi havia competència entre la Marina i el Cos de l'Aire de l'Exèrcit per una quantitat limitada de talent, i que unes fotografies atractives en premsa, cartells i fullets ajudarien la Marina a assolir la seva quota de 30.000 pilots nous cada any.
Wayne Miller, un dels fotògrafs de la unitat, va recordar les instruccions de Steichen d'aquesta manera: "No m'importa què facis, Wayne, però porta quelcom que agradi una mica els caps, algun portaavions o algú amb tot els galons; passa la resta del temps fotografiant l'home.' Fou la preocupació principal de Steichen —no fotografiïs la guerra; fotografia l'home, el noi; els esforços, els maldecaps, i els somnis d'aquest xicot. Fotografia el mariner."
Radford va rebre el comandament de la 11ª Divisió de Portaavions el juliol del 1943. El contraalmirall John S. McCain Sr. va ser nomenat cap del Bureau of Aeronautics, i per això Steichen va ser fet comandant. McCain estava satisfet dels resultats que Steichen i els seus fotògrafs aconseguien, i els recolzà plenament, inclús veient Steichen promogut a Comandant. McCain també va fer que Steichen fes retrats d'oficials sèniors de la Marina, en l'estil Vanity Fair pels quals Steichen era conegut, per suavitzar relacions per la unitat entre comandaments discrepants. El retrat del mateix McCain es mostra aquí sota a la galeria.
La responsabilitat de Steichen augmentà fins al punt que, a principis del 1945, va ser nomenat director del nou Institut Fotogràfic Naval, i se li donà formalment el control de tota la fotografia de combat de la Marina.
La unitat va ser en gran part desmobilitzada després del final de la guerra l'agost del 1945. Donat que aquells que van servir la major part del temps a ultramar tenien prioritat en la desmobilització, gairebé tots els components de la unitat ja eren a casa pel dia d'Acció de Gràcies.

## Membres
El grup de fotògrafs que Steichen va escollir inicialment per la unitat eren:
- Tinent Wayne Miller[1]
- Tinent Dwight Long (especialitzat en pel·lícules, no en fotografia com a tal)[1]
- Tinent Charles E. Kerlee[1]
- Tinent Charles Fenno Jacobs[1]
- Tinent Comandant Horace Bristol[1]
- Alferes Victor Jorgensen[1]
- Alferes Alfonso ("Fons") Iannelli[1]

Steichen volia que Ansel Adams formés part de la unitat, per construir i dirigir una cambra fosca i un laboratori moderns a Washington DC. Al voltant del febrer del 1942, Steichen va demanar a Adams que s'hi unís. Adams hi va estar d'acord, amb dues condicions: volia ser contractat com a oficial, i també digué a Steichen que no estaria disponible fins l'1 de juliol. Steichen, que volia muntar l'equip tan aviat com fos possible, no va tenir Adams en compte, i tingué els seus altres fotògrafs preparats a principis d'abril. Entre els fotògrafs que Steichen afegí a principis del 1945 hi havia Morley Baer, que es va quedar amb la unitat fins al final de la Guerra.

## Obres
Les fotografies que la unitat produí van ser utilitzades com a base per –com a mínim– dos llibres contemporanis:
- Power In the Pacific — recopilat per Steichen per acompanyar una exposició amb el mateix títol al Museu d'Art Modern de Nova York[4]
- The Blue Ghost — un registre de la gira de Steichen a bord de l'USS Lexington (CV-16) el novembre del 1943.[5]

## Galeria

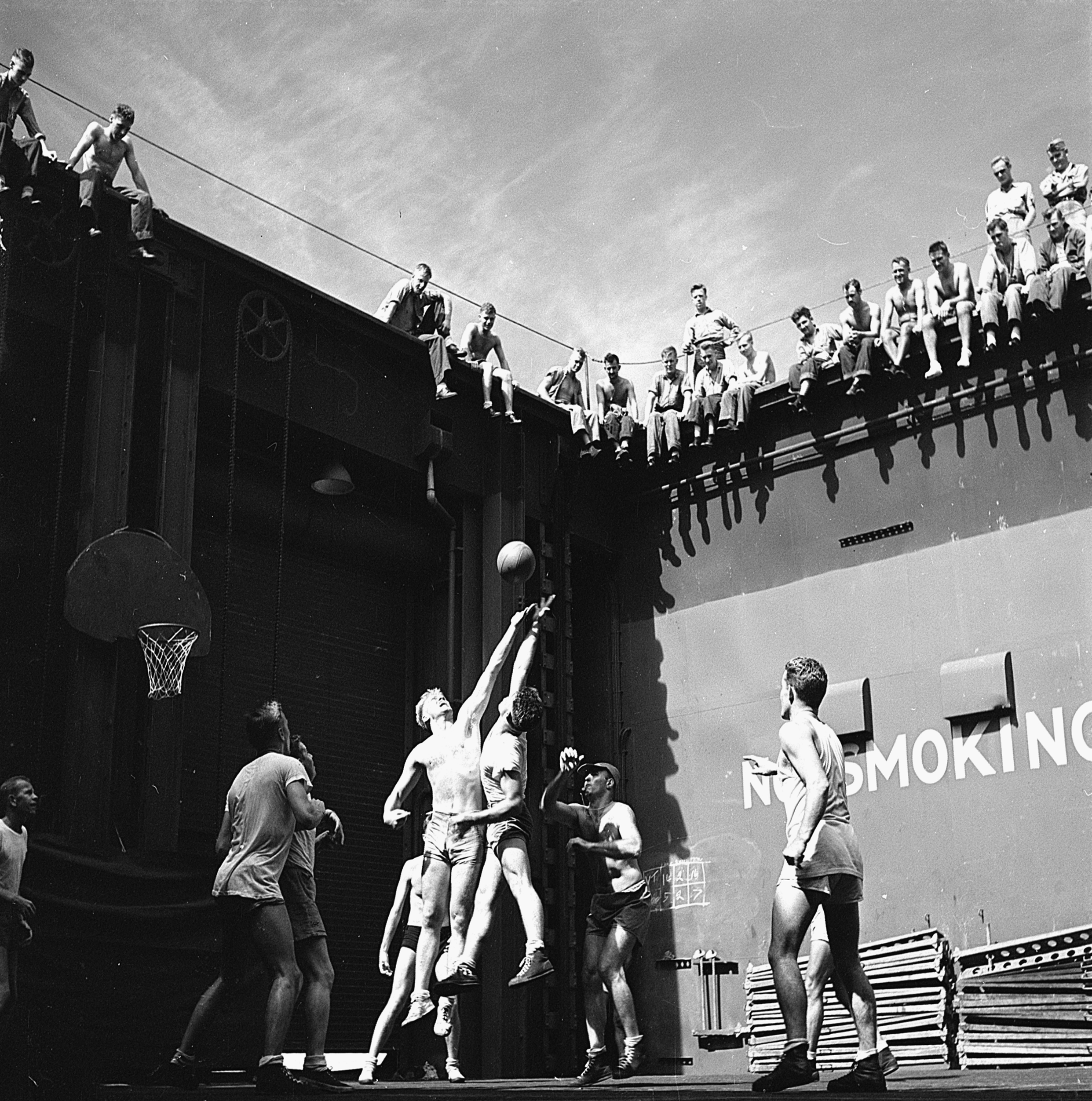
Gerald Ford és el saltador de l'esquerra d'aquesta fotografia del 1944, a bord del USS Monterey, per Victor Jorgensen
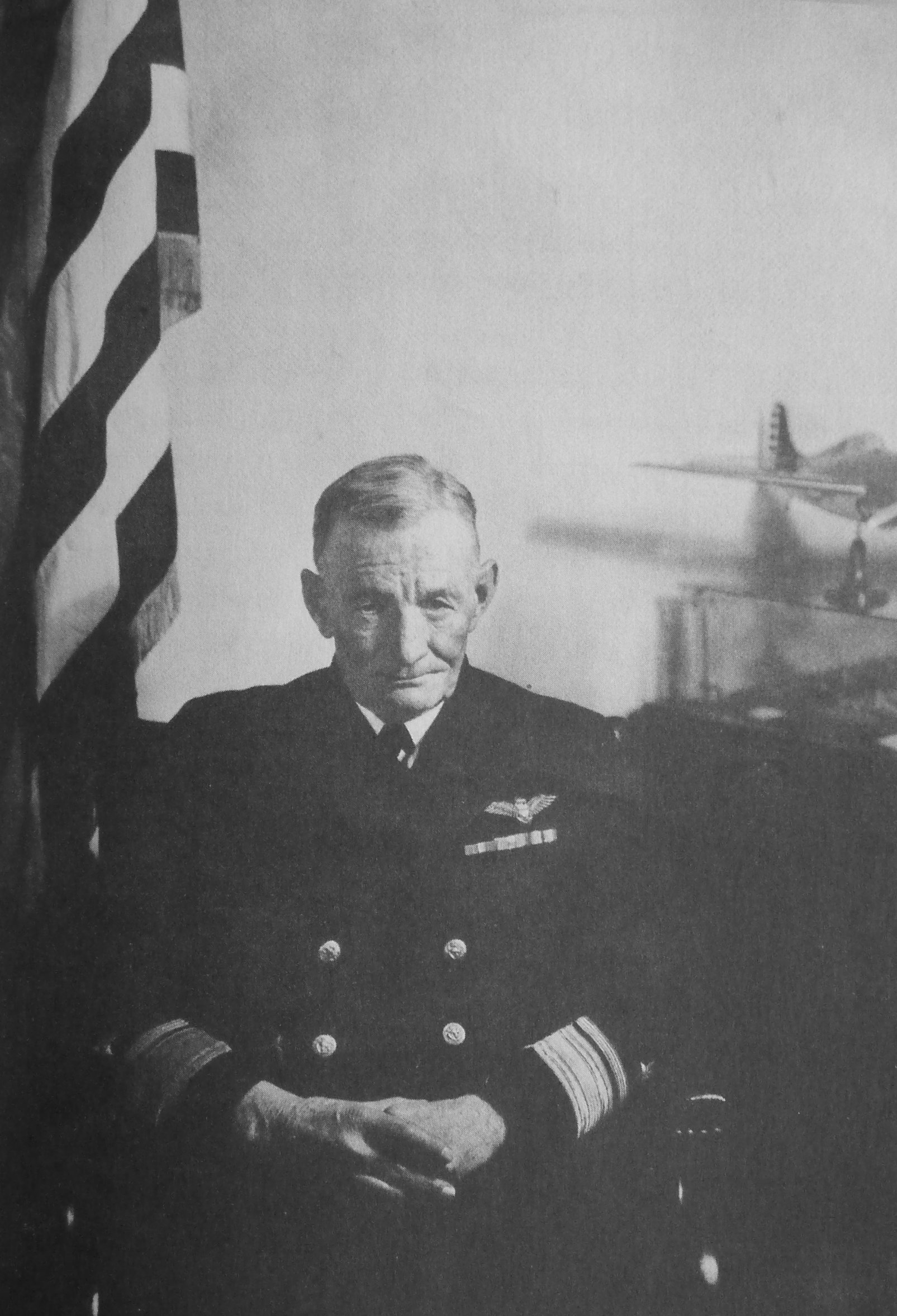
Un retrat del contraalmirall John S. McCain Sr., per Steichen, del 1943
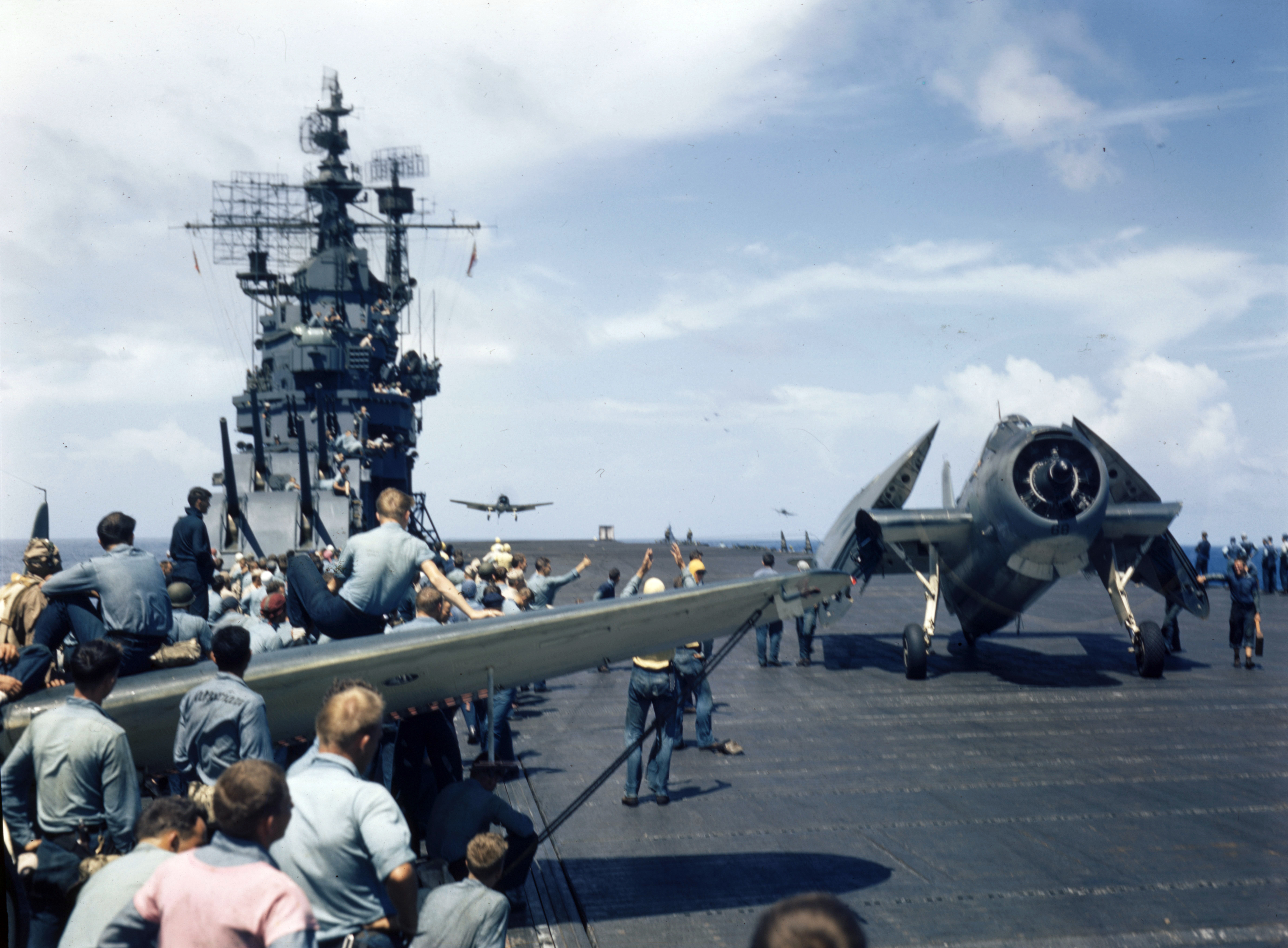
"Aeronau del Carrier Group 16 retorna a l'USS Lexington (CV-16) durant l'operació Gilberts, novembre del 1943." Fotografiat pel Comandant Edward Steichen, USNR.
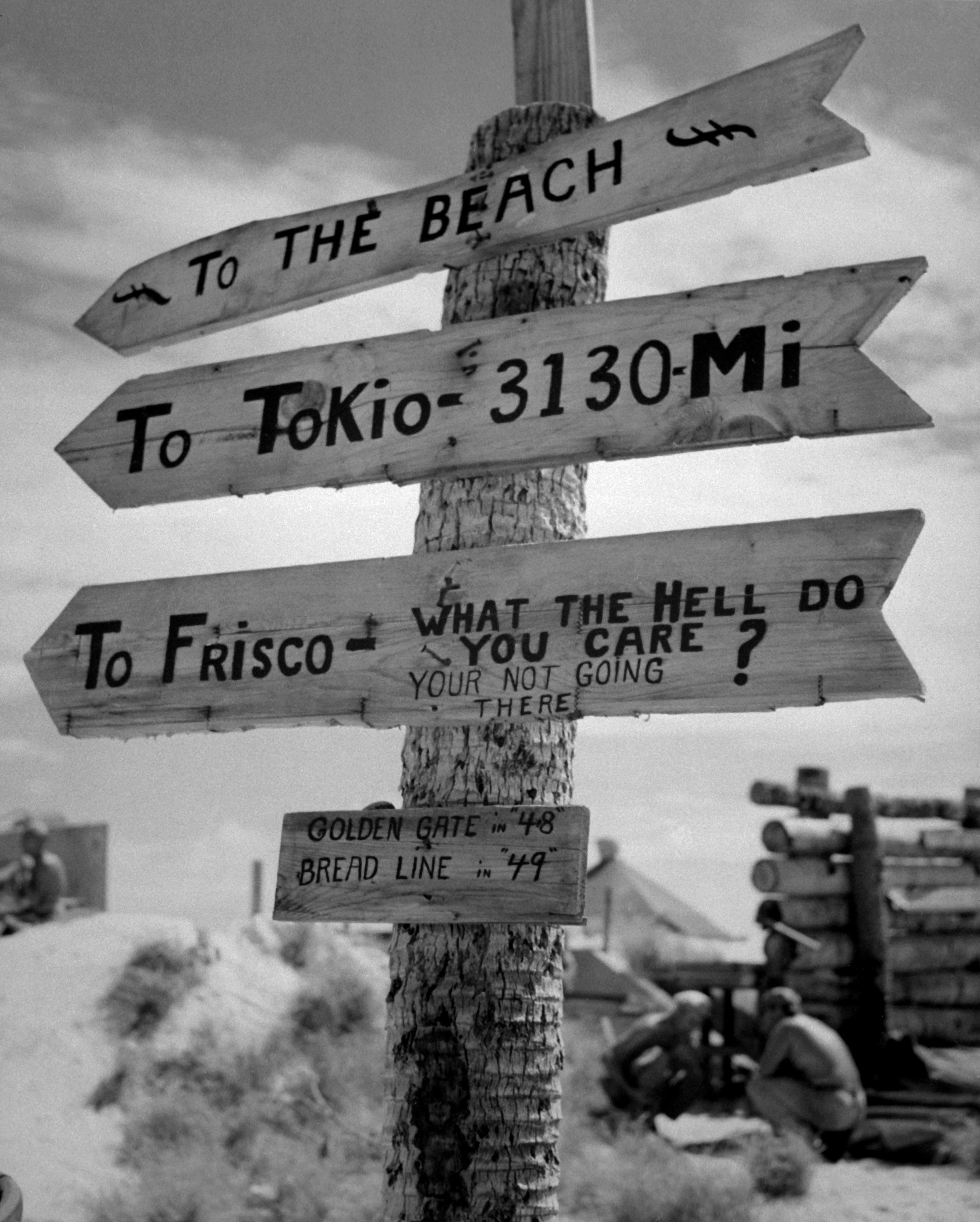
El senyal humorístic col·locat per les tropes, fotografiat per Charles Fenno Jacobs a Tarawa.
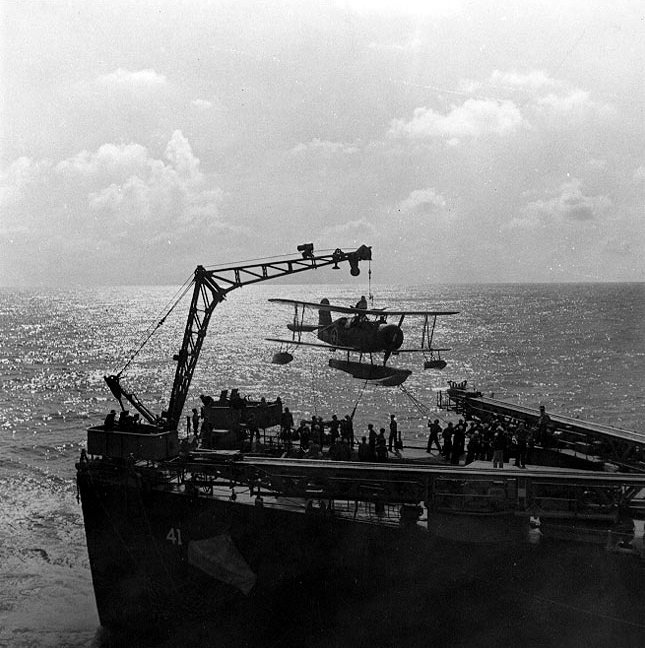
Foto d'Horace Bristol d'un caça Curtiss SOC hissat a bord del USS Philadelphia.
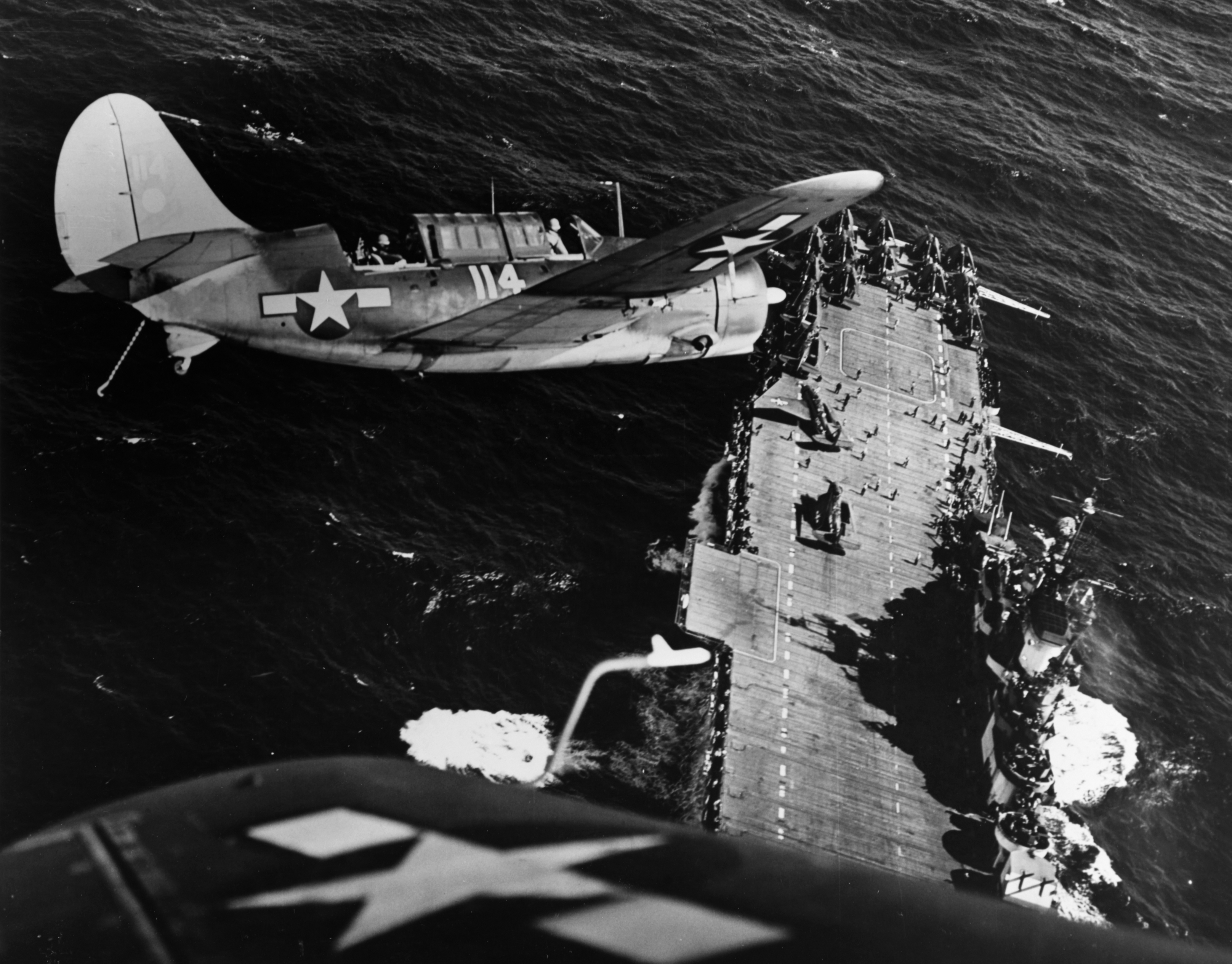
Dos aeronaus Curtiss SB2C-3 "Helldiver" sobre l'USS Hornet el 1945, en una foto del Tinent Comandant Charles Kerlee
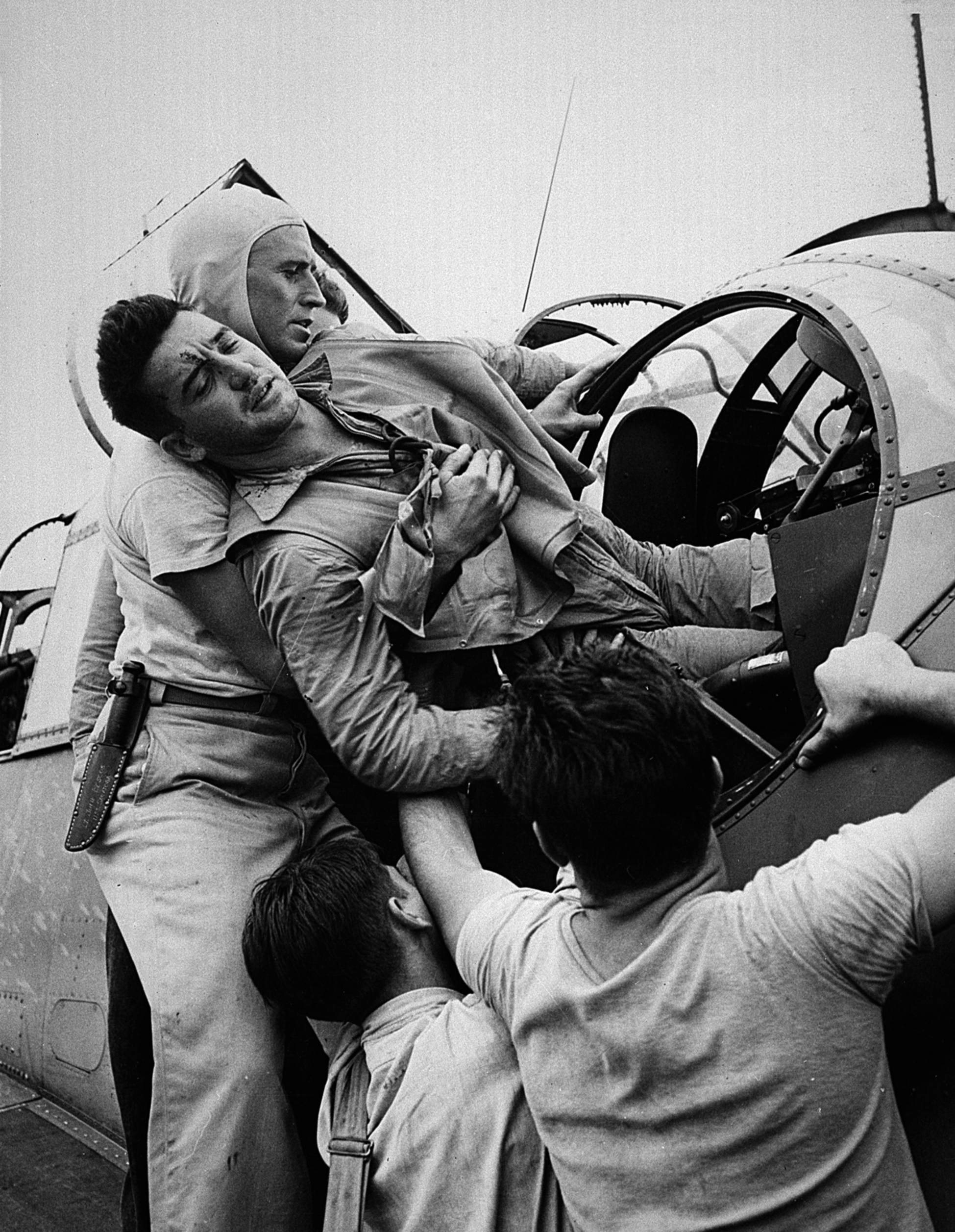
Tripulants a bord del USS Saratoga treuen un aviador ferit de la torreta posterior d'un Grumman TBF Avenger. Foto del Tinent Wayne Miller.